# 夏季不妊症
夏季不妊症（かきふにんしょう、summer sterility）とは高温多湿の夏季に一時的に造精機能が減退し、精液性状の不良化および交配による受胎率が低下する現象。牛、羊、山羊、豚などでみられ、亜熱帯~温帯に多い。25℃以下の温度環境での飼育で発生を防止できると考えられており、畜舎の冷房が理想的であるが、現実的には難しい。反芻類では第一胃発酵による熱の産生が大きいため、生草の代わりに乾草を与え、冷水を飲ませるなどの対策を行う。夏季不妊症の間接的原因となる疾病として陰嚢皮膚炎があり、吸血昆虫の刺咬から陰嚢を保護することは間接的に夏季不妊症の予防に役立つといわれている。